# میدان آزادی (خارکوف)
میدان آزادی (به اوکراینی: Площа Свободи، آوانگاری: Plóshcha Svobódy ; به روسی: Площадь Свободы) در خارکوف اوکراین هشتمین میدان بزرگ شهری در قارهٔ اروپا است.
در ۱ مارس ۲۰۲۲، در جریان نبرد خارکف که به دلیل حمله سال ۲۰۲۲ روسیه به اوکراین رخ داد، میدان و اطراف آن مورد اصابت موشک‌های روسی قرار گرفت.

## نام‌های دیگر میدان

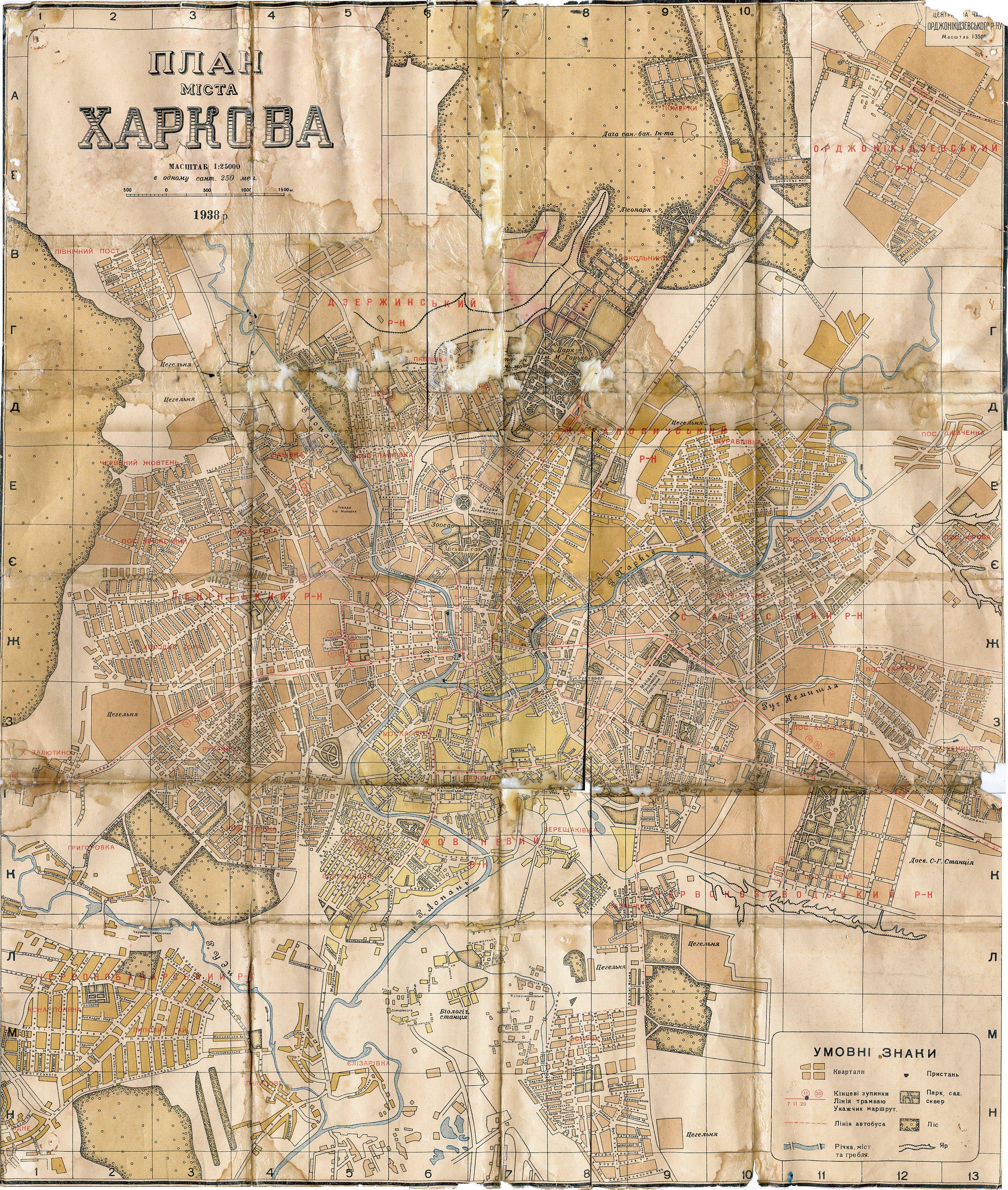
نقشه ۱۹۳۸ خارکیف

پس از تسلط شوروی، میدان به یاد فلیکس دزرژینسکی، بنیانگذار پلیس مخفی بلشویک‌ها، یعنی چکا که بعداً نام ک.گ. ب به خود گرفت، به نام میدان دزرژینسکوهو (به اوکراینی: майдан Дзержинського) نامگذاری شد و بر روی نقشه‌های خارکف در سال ۱۹۳۸ نیز با همین نام به تصویر کشیده شده‌است.
با این حال در طول جنگ جهانی دوم و با تسلط کوتاه مدت آلمان نازی بر خارکف نام میدان در دو مرتبه تغییر یافت به نحوی که در سال ۱۹۴۲ نام آن «میدان ارتش آلمان» نام گذاری شد و پس از آن در سال ۱۹۴۳ به نام «میدان لایب اشتاندارته اس‌اس» نام گذاری شد. پس از استقلال اوکراین، به میدان آزادی تغییر نام داد.

## محل میدان
قسمت اصلی میدان از سمت غرب به محل مجسمه برداشته شده لنین، از سمت شرق با خیابان سامسکا، از شمال با هتل خارکف و از جنوب با پارک شوچنکو منتهی می‌شود. طول میدان در حدود ۶۹۰ تا ۷۵۰ متر و عرض آن در حدود ۹۶ تا ۱۲۵ متر می‌باشد و مساحت کل میدان در حدود ۱۲ هکتار (۱۲ هزار متر) می‌باشد.

## نقاط دیدنی
از مناطق دیدنی اطراف این میدان، ساختمان درژپروم است که نمونه بارز معماری ساخت‌گرا است. علاوه بر این اداره دولتی منطقه ای خارکف در یک انتهای میدان واقع شده‌است. مجسمه یادبود لنین در سال ۱۹۶۴ ساخته شد و در ۲۸ سپتامبر ۲۰۱۴ توسط معترضان پاره. در اوت ۲۰۱۶ سنگفرش‌ها در محلی که مجسمه لنین در آن قرار داشت گذاشته شد. یک فواره جدید در محل مجسمه سابق در ۲۳ اوت ۲۰۲۰ افتتاح شد.

## استفاده

### اعتراضات و تجمعات
میدان آزادی خارکف از اصلی‌ترین محل‌های تجمعات مردم خارکف در خلال اعتراضات طرفداران روسیه و طرفداران اوکراین در سال ۲۰۱۴ بوده‌است

### سایر رویدادها و فعالیت‌های تفریحی
این میدان محل تجمعات موسیقی نیز می‌باشد

### رژه‌های پیروزی
از سال ۲۰۱۰ تا ۲۰۱۳ محل میدان میزبان رژه نظامی سالانه به افتخار روز پیروزی با شرکت نیروهای پادگان خارکف، آکادمی‌های نظامی واقع در خارکف و نیروهایی از روسیه بوده‌است.

## نگارخانه

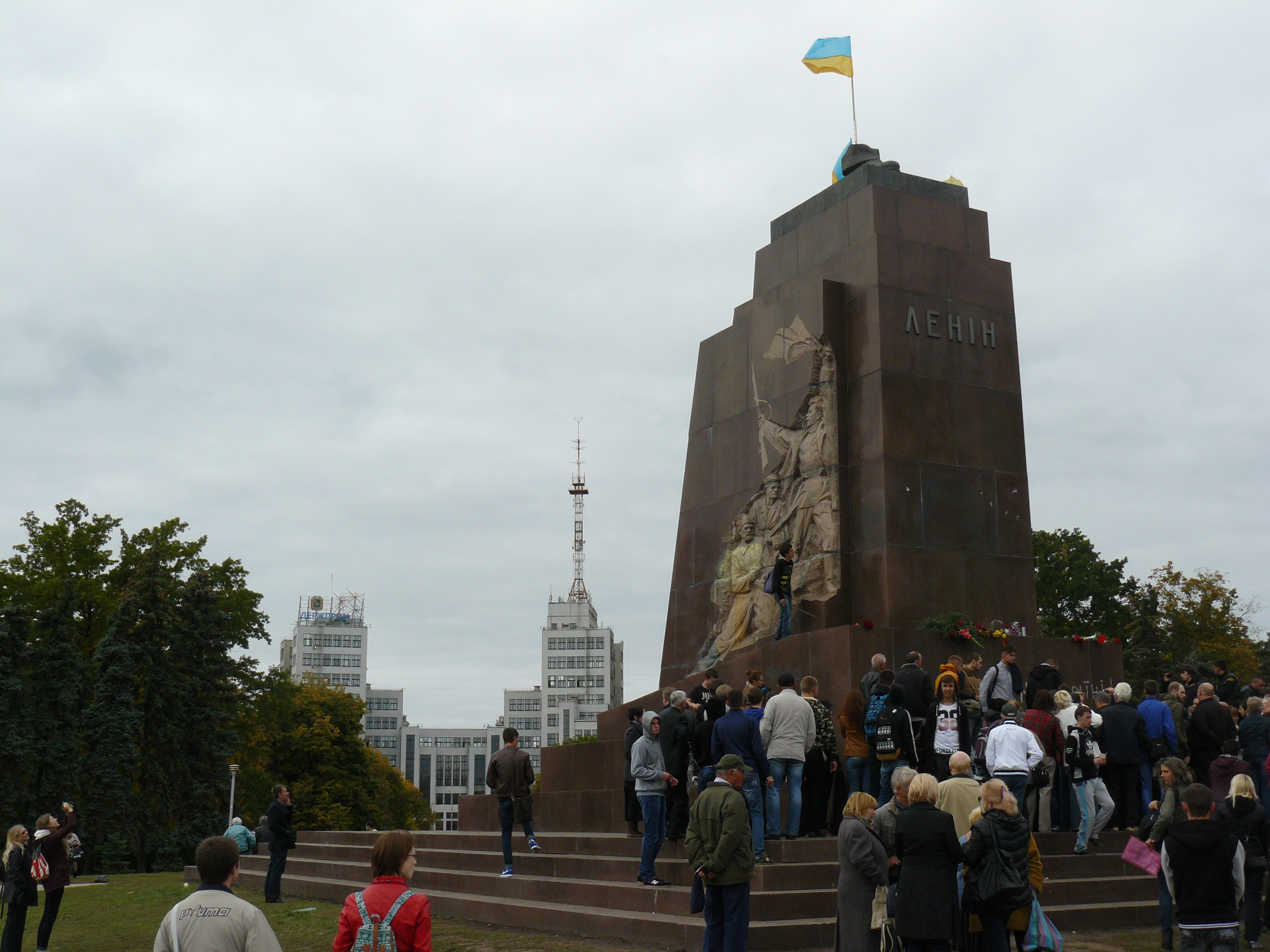
ستون محل نصب مجسمه لنین
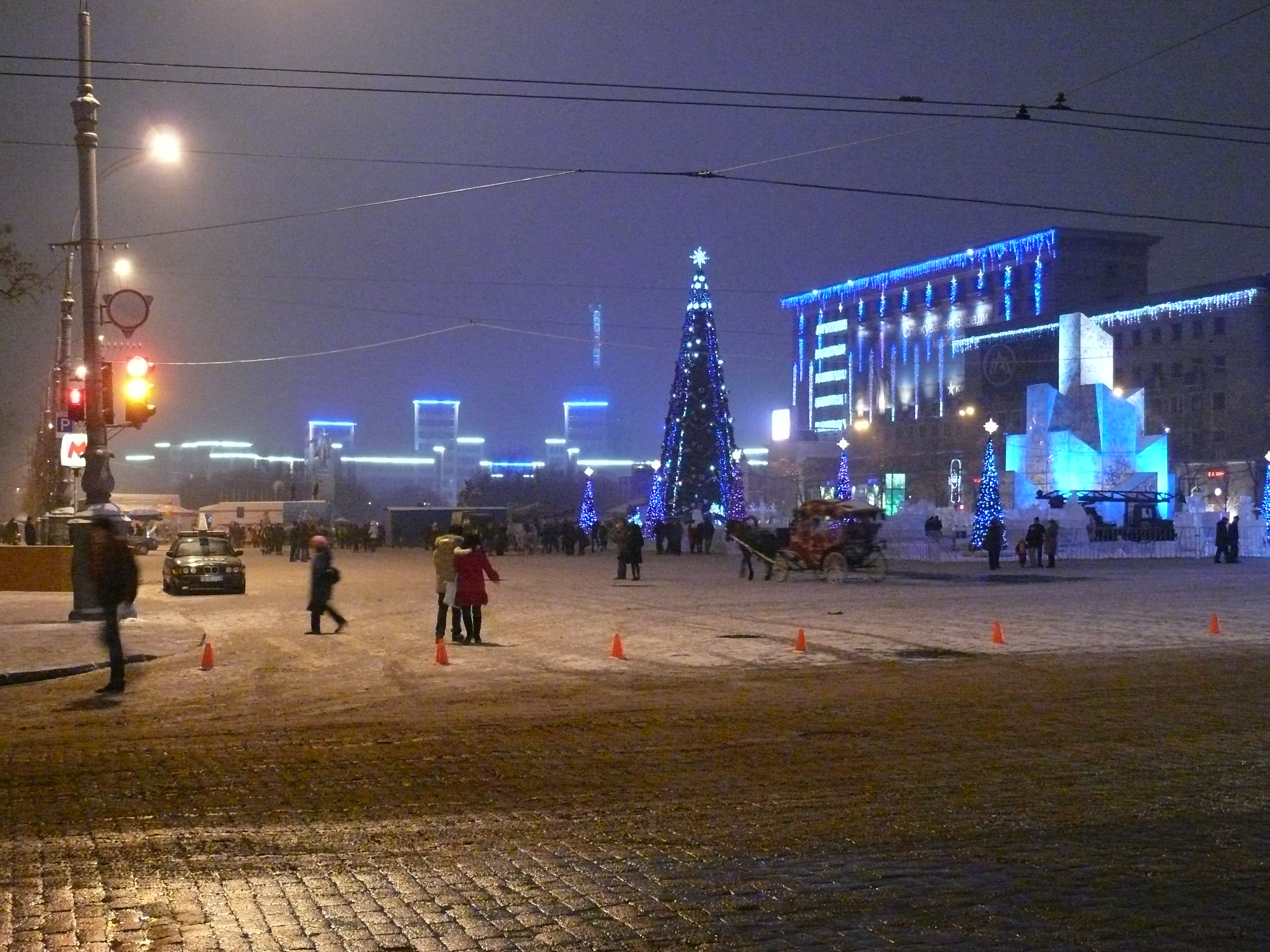
تصویر میدان در کریسمس سال ۲۰۰۹
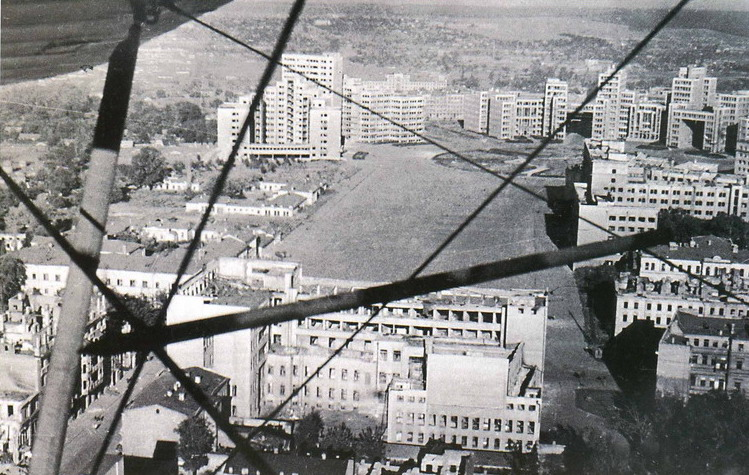
تصویر قدیمی میدان در سال ۱۹۴۳ در زمانی که با نام میدان دزرژینسکی نامیده می‌شد.